# Lake Isabel (Colorado)
Der Stausee Lake Isabel in Colorado liegt rund 2600 Meter über Meereshöhe. Er befindet sich in den Wet Mountains im Süden des Bundesstaates und liegt auf dem Gebiet von Pueblo County und Custer County.